# John Hathaway
John Lawrence Hathaway, né le 1er juillet 1987 à Brighton, est un combattant professionnel de MMA anglais. Il est actuellement en concurrence dans la division poids welter de l'Ultimate Fighting Championship.

## Palmarès en MMA
| Résultat | Record | Adversaire          | Méthode                       | Évènement                         | Date              | Round | Temps | Lieu                                    |
| -------- | ------ | ------------------- | ----------------------------- | --------------------------------- | ----------------- | ----- | ----- | --------------------------------------- |
| Victoire | 17-1   | John Maguire        | Décision unanime              | UFC on Fuel TV: Struve vs. Miocic | 29 septembre 2012 | 3     | 5:00  | Nottingham, Angleterre                  |
| Victoire | 16-1   | Pascal Krauss       | Décision unanime              | UFC on Fox: Diaz vs. Miller       | 5 mai 2012        | 3     | 5:00  | East Rutherford, New Jersey, États-Unis |
| Victoire | 15-1   | Kris McCray         | Décision partagée             | UFC Fight Night: Seattle          | 26 mars 2011      | 3     | 5:00  | Seattle, Washington, États-Unis         |
| Défaite  | 14-1   | Mike Pyle           | Décision unanime              | UFC 120 : Bisping vs. Akiyama     | 16 octobre 2010   | 3     | 5:00  | Londres, Angleterre                     |
| Victoire | 14-0   | Diego Sanchez       | Décision unanime              | UFC 114 : Rampage vs. Evans       | 29 mai 2010       | 3     | 5:00  | Las Vegas, Nevada                       |
| Victoire | 13-0   | Paul Taylor (en)    | Décision unanime              | UFC 105 : Couture vs. Vera        | 14 novembre 2009  | 3     | 5:00  | Manchester, Angleterre                  |
| Victoire | 12-0   | Rick Story          | Décision unanime              | UFC 99 : The Comeback             | 13 juin 2009      | 3     | 5:00  | Cologne, Allemagne                      |
| Victoire | 11-0   | Tom Egan            | TKO (coups de coude)          | UFC 93 : Franklin vs. Henderson   | 17 janvier 2009   | 1     | 4:36  | Dublin, Irlande                         |
| Victoire | 10-0   | Jack Mason          | Soumission (coups de poing)   | Cage Rage 28 : VIP                | 20 septembre 2008 | 1     | 2:41  | Londres, Angleterre                     |
| Victoire | 9-0    | Richard Griffin     | Soumission (coups de poing)   | ZT Fight Night 12                 | 30 août 2008      | 1     | 2:41  | Brighton, Angleterre                    |
| Victoire | 8-0    | Marvin Arnold Bleau | TKO (coups de poing)          | Cage Rage 25 : Bring it On        | 8 mars 2008       | 1     | 1:32  | Londres, Angleterre                     |
| Victoire | 7-0    | Tommy Maguire       | TKO (coups de poing)          | Cage Rage : Contenders 7          | 10 novembre 2007  | 2     | 3:17  | Londres, Angleterre                     |
| Victoire | 6-0    | Charles Barbosa     | Décision unanime              | Cage Rage : Contenders 6          | 18 août 2007      | 3     | 5:00  | Londres, Angleterre                     |
| Victoire | 5-0    | Tarcio Santana      | Décision unanime              | Cage Rage : Contenders 5          | 16 juin 2007      | 3     | 5:00  | Londres, Angleterre                     |
| Victoire | 4-0    | Sergei Ussanov      | Soumission (rear naked choke) | Cage Rage : Contenders 4          | 3 mars 2007       | 1     | 2:08  | Londres, Angleterre                     |
| Victoire | 3-0    | Ludovic Perez       | Soumission (coups de poing)   | ZT Fight Night 4                  | 4 novembre 2006   | 1     | N/A   | Londres, Angleterre                     |
| Victoire | 2-0    | Wesley Felix        | TKO (coups de poing)          | Full Contact Fight Night 3        | 15 juillet 2006   | 2     | 1:33  | Bracknell, Angleterre                   |
| Victoire | 1-0    | Jim Morris          | Soumission (rear naked choke) | ZT Fight Night 2                  | 25 juin 2006      | 1     | N/A   | Sussex, Angleterre                      |